# Ceradiode
Die Ceradiode (auch Keramische Diode) findet Verwendung als Schutzelement in der Elektronik.
Mikroelektronik ist gegenüber elektrostatische Entladungen empfindlich. Elektrostatische Entladungen könne elektronische Bauelemente zerstören. Gewöhnliche Halbleiter-Dioden eignen sich zwar zum Schutz elektronischer Bauteile, allerdings verschlechtern sich die Schutzeigenschaften schon bei 25 °C. Da sich elektronische Geräte durch die Verlustleistung erwärmen, sind solche Temperaturen schnell erreicht. Die keramischen Dioden halten eine konstante Schutzeigenschaft bis hin zu einer Temperatur von 85 °C.
Ihre Anwendung findet man z. B. beim ESD-Schutz von Daten-, Audio- und Videoleitungen. Bei den Ein- und Ausgängen von ICs oder auch an den Schnittstellen und Anschlüssen findet die Ceradiode ihren Einsatz.